# Eritrean Airlines
Eritrean Airlines – narodowe linie lotnicze Erytrei, z siedzibą w Asmarze.

## Flota
- Flota Eritrean Airlines według stanu na lipiec 2018 roku składa się z jednego wydzierżawionego Boeinga 737-300[1].